# 諏訪郡

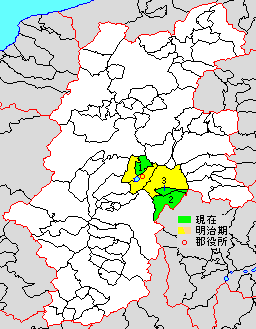
長野県諏訪郡の範囲（1.下諏訪町 2.富士見町 3.原村）

- 令制国一覧 > 東山道 > 信濃国 > 諏訪郡
- 日本 > 中部地方 > 長野県 > 諏訪郡

諏訪郡（すわぐん）は、長野県（信濃国）の郡。
人口39,388人、面積254.89km²、人口密度155人/km²。（2025年2月1日、推計人口）
以下の2町1村を含む。
- 下諏訪町（しもすわまち）
- 富士見町（ふじみまち）
- 原村（はらむら）

## 郡域
1879年（明治12年）に行政区画として発足した当時の郡域は、上記2町1村に岡谷市・諏訪市・茅野市を加えた区域にあたる。

## 歴史
- 和名類聚抄に見える郷名は土武、佐補、美和、桑原、山鹿、弖良と記述され、このうち佐補、美和、弖良は中世以降、伊那郡に所属したと比定されている[1]。また諏訪大明神絵詞には「信州に至り給し時、伊那郡と諏訪郡の堺に大田切と云所にて」との記述があり、また『修補諏訪氏系図』には「近代迄伊那郡に於ける北部にして諏訪郡に接続せる村里を外の諏訪郡と呼称せしことあり」と記述されていることから、古代においては大田切川以北、現在の上伊那郡北部も当郡に含まれていたことが推察される。
- 戦国時代以前は甲斐国巨摩郡との国境が、現在の甲六川ではなく、立場川であったとする伝承がある。
- 郡衙は岡谷市長地の榎垣外遺跡に比定されている。
- 天保5年2月6日（1834年3月12日） - 諏訪藩の内示により、元来「諏方郡」とも書かれていた表記が諏訪郡に統一。

### 近世以降の沿革
- 「旧高旧領取調帳」に記載されている明治初年時点での支配は以下の通り。●は村内に諏訪大社領が存在。（2町150村）

| 知行   | 知行       | 村数      | 村名 |
| ------ | ---------- | --------- | --- |
| 藩領   | 信濃高島藩 | 2町 143村 | 神戸村、赤沼村、飯島村、上金子村、新井村、上赤田新田村、下赤田新田村、中河原村、横内村、上原村、塚原村、向河原新田村、矢ヶ崎村、粟沢村、下古田村、宮原新田村、福沢村、埴原田村、鋳物師屋新田村、北大塩村、一本木新田村、塩沢村、芹ヶ沢村、中村、●湯川村、堀新田村、南大塩村、塩之目村、上古田村、中込新田村、中沢村、山田新田村、金沢村、大沢新田村、大池新田村、柏原村、金山新田村、糸萱新田村、笹原新田村、須栗平新田村、新居新田村、白井手新田村、山口新田村、上菅沢新田村、下菅沢新田村、上場沢新田村、大日影新田村、御作田新田村、槻木新田村、小屋場村、中道村、子ノ神新田村、菊沢村、穴山村、大久保村、柳沢村、八ツ手新田村、払沢新田村、柏木新田村、中新田村、室内新田村、菖蒲沢新田村、木舟新田村、川久保新田村、青柳新田村、福島村、下金子村、中金子村、田辺村、文出村、小川村、有賀村、上野新田村、覗石新田村、北真志野村、板沢新田村、南真志野村、椚平新田村、後山新田村、大熊村、●神宮寺村、安国寺村、茅野村、舟久保新田村、二久保新田村、大河原新田村、下河原新田村、坂室新田村、御射山神戸村、栗生新田村、松目新田村、大平新田村、若宮新田村（現・富士見町）、木間村、休戸村、先能村、木戸口新田村、芓木村、花場新田村、横吹新田村、瀬沢村、机村、平岡村、神代村、烏帽子新田村、上蔦木村、下蔦木村、田端村、先達村、小東村、森新田村、葛久保村、池袋村、高森村、乙事村、瀬沢新田村、立沢村、小六新田村、下桑原村、大和村、高木村、富部村、下諏訪町、友之町、●下原村、東山田村、西山田村、今井村、東堀村、西堀村、小梅沢新田村、若宮新田村（現・岡谷市）、小井川村、小口村、岡谷村、三沢村、新倉村、駒沢村、鮎沢村、橋原村、花岡村、小坂村、上桑原村、田道新田村、小和田村 |
| その他 | 諏訪大社領 | 7村       | 久保村、武居村、高部村、北久保新田村、田沢村、丸山新田村、神之原村 |

- 明治3年 - 小東村が先達村に、森新田村が田端村にそれぞれ合併。（2町148村）
- 明治4年
  - 7月14日（1871年8月29日） - 廃藩置県により全域が高島県の管轄となる。
  - 11月20日（1871年12月31日） - 第1次府県統合により筑摩県の管轄となる。
- 明治7年（1874年）から明治8年（1875年）にかけて下記の町村の統合が行われる。カッコ内は統合時期。（24村）

- 上諏訪村 ← 大和村、下桑原村、小和田村（明治7年10月13日）
- 下諏訪村 ← 下諏訪町、友之町、下原村、久保村、武居村、富部村、高木村（明治7年10月9日）
- 川岸村 ← 橋原村、鮎沢村、駒沢村、三沢村、新倉村（明治7年10月25日）
- 平野村 ← 岡谷村、小口村、小井川村、今井村、若宮新田村（現・岡谷市）、小梅沢新田村、西堀村（同上）
- 長地村 ← 東山田村、西山田村、東堀村（明治7年10月9日）
- 四賀村 ← 上桑原村、赤沼村、飯島村、神戸村（明治7年10月13日）
- 永明村 ← 上原村、横内村、塚原村、矢ヶ崎村（明治7年10月9日）
- 米沢村 ← 埴原田村、鋳物師屋新田村、北大塩村、一本木新田村、塩沢村（明治8年3月7日）
- 北山村 ← 柏原村、湯川村、芹ヶ沢村、糸萱新田村（同上）
- 湖東村 ← 中村、笹原新田村、須栗平新田村、堀新田村、金山新田村、新居新田村、山口新田村、上菅沢新田村、白井手新田村（明治8年2月18日）
- 豊平村 ← 下菅沢新田村、福沢村、南大塩村、塩之目村、下古田村、上古田村、宮原新田村、中込新田村、御作田新田村（同上）
- 玉川村 ← 山田新田村、中沢村、田道新田村、粟沢村、神之原村、子ノ神新田村、菊沢村、穴山村、北久保新田村（明治7年11月25日）
- 泉野村 ← 中道村、小屋場村、槻木新田村、上場沢新田村、大日影新田村（明治8年3月7日）
- 原村 ← 大久保村、柳沢村、八ツ手新田村、払沢新田村、柏木新田村、菖蒲沢村、中新田村、室内新田村（明治8年1月23日）
- 本郷村 ← 乙事村、立沢村（明治8年3月7日）
- 境村 ← 田端村、先達村、葛窪村、池袋村、高森村、小六新田村（明治8年3月7日）
- 落合村 ← 上蔦木村、下蔦木村、神代村、平岡村、机村、瀬沢村、瀬沢新田村、先能村、木戸口新田村、烏帽子新田村（明治7年10月25日）
- 富士見村 ← 木間村、休戸村、花場新田村、横吹新田村、芓木村、若宮新田村（現・富士見町）、松目新田村、大平新田村、栗生新田村、御射山神戸村（同上）
- 金沢村 ← 金沢村、木舟新田村、大池新田村、大沢新田村、川久保新田村、青柳新田村（明治7年11月7日）
- 宮川村 ← 丸山新田村、田沢村、二久保新田村、舟久保新田村、坂室新田村、茅野村、向河原新田村、大河原新田村、下河原新田村、中河原村、安国寺村、新井村、上赤田新田村、下赤田新田村、高部村（同上）
- 中洲村 ← 神宮寺村、上金子村、中金子村、下金子村、福島村（明治7年10月22日）
- 湖南村 ← 北真志野村、南真志野村、大熊村、田辺村、後山新田村、板沢新田村、椚平新田村（同上）
- 豊田村 ← 有賀村、上野新田村、覗石新田村、文出村、小川村（同上）
- 湊村 ← 小坂村、花岡村（明治7年10月25日）

- 明治9年（1876年）8月21日 - 第2次府県統合により長野県の管轄となる。
- 明治12年（1879年）1月4日 - 郡区町村編制法の長野県での施行により、行政区画としての諏訪郡が発足。郡役所を上諏訪村に設置。
- 明治16年（1883年）4月27日 - 本郷村が分割されて乙事村・立沢村となる[10]。

### 町村制以降の沿革

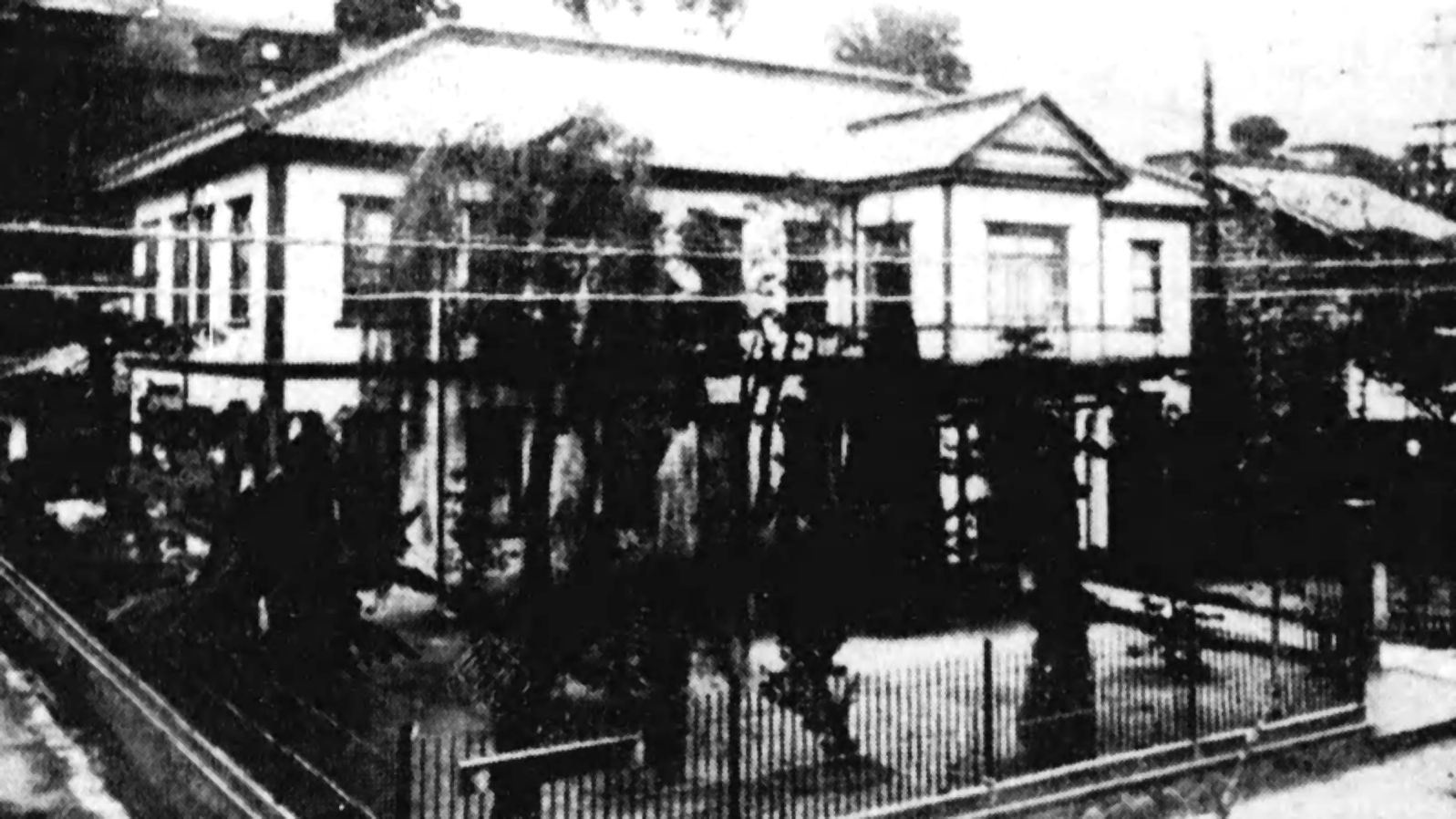
諏訪郡役所

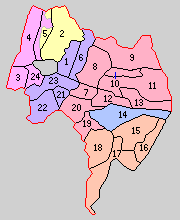
1.上諏訪村 2.下諏訪村 3.川岸村 4.平野村 5.長地村 6.四賀村 7.永明村 8.米沢村 9.北山村 10.湖東村 11.豊平村 12.玉川村 13.泉野村 14.原村 15.本郷村 16.境村 17.落合村 18.富士見村 19.金沢村 20.宮川村 21.中洲村 22.湖南村 23.豊田村 24.湊村（紫：諏訪市 桃：岡谷市 赤：茅野市 橙：富士見町 黄：下諏訪町 青：合併なし）

- 明治22年（1889年）4月1日 - 町村制の施行により、以下の町村が発足。［ ］は改めて再編された町村。（24村）
  - 上諏訪村（現・諏訪市）
  - 下諏訪村（現・下諏訪町）
  - 川岸村、平野村（現・岡谷市）
  - 長地村（現・岡谷市、下諏訪町）
  - 四賀村（現・諏訪市）
  - 永明村、米沢村、北山村、湖東村、豊平村、玉川村、泉野村（現・茅野市）
  - 原村（現存）
  - 本郷村［乙事村、立沢村］、境村、落合村、富士見村（現・富士見町）
  - 金沢村、宮川村（現・茅野市）
  - 中洲村、湖南村、豊田村（現・諏訪市）
  - 湊村（現・岡谷市）
- 明治24年（1891年）
  - 4月1日 - 郡制を施行。
  - 4月28日 - 上諏訪村が町制施行して上諏訪町となる。（1町23村）
- 明治26年（1893年）6月30日 - 下諏訪村が町制施行して下諏訪町となる。（2町22村）
- 大正12年（1923年）4月1日 - 郡会が廃止。郡役所は存続。
- 大正15年（1926年）7月1日 - 郡役所が廃止。以降は地域区分名称となる。
- 昭和11年（1936年）4月1日 - 平野村が市制施行・改称して岡谷市となり、郡より離脱。（2町21村）
- 昭和16年（1941年）8月10日 - 上諏訪町・豊田村・四賀村が合併して諏訪市が発足し、郡より離脱。（1町19村）
- 昭和23年（1948年）5月3日 - 永明村が町制施行・改称してちの町となる。（2町18村）
- 昭和30年（1955年）
  - 1月1日 - 湊村が岡谷市に編入。（2町17村）
  - 2月1日（2町8村）
    - 川岸村が岡谷市に編入。
    - ちの町・宮川村・金沢村・玉川村・豊平村・泉野村・北山村・湖東村・米沢村が合併して茅野町が発足。

  - 4月1日（3町2村）
    - 中洲村・湖南村が諏訪市に編入。
    - 富士見村・境村・本郷村・落合村が合併して富士見町が発足。
- 昭和32年（1957年）3月25日 - 長地村が岡谷市に編入。（3町1村）
- 昭和33年（1958年）
  - 7月1日 - 下諏訪町が岡谷市の一部（東山田・東堀の一部[11]）を編入。
  - 8月1日 - 茅野町が市制施行して茅野市となり、郡より離脱。（2町1村）
- 昭和58年（1983年）7月27日 - 下諏訪町と岡谷市・諏訪市の諏訪湖上の境界線が確定。

### 変遷表
| 明治以前       | 明治以前       | 明治初年 - 明治6年 | 明治7年 - 明治8年 | 明治9年 - 明治22年 | 明治22年 4月1日 町村制施行 | 明治22年 - 大正15年           | 昭和元年 - 昭和25年            | 昭和26年 - 昭和32年          | 昭和33年 - 現在               | 現在     |
| -------------- | -------------- | ------------------ | ----------------- | ------------------ | -------------------------- | ----------------------------- | ------------------------------ | ---------------------------- | ----------------------------- | -------- |
| 岡谷村         | 岡谷村         | 岡谷村             | 平野村            | 平野村             | 平野村                     | 平野村                        | 昭和11年4月1日 改称市制 岡谷市 | 岡谷市                       | 岡谷市                        | 岡谷市   |
| 小口村         | 小口村         | 小口村             | 平野村            | 平野村             | 平野村                     | 平野村                        | 昭和11年4月1日 改称市制 岡谷市 | 岡谷市                       | 岡谷市                        | 岡谷市   |
| 小井川村       | 小井川村       | 小井川村           | 平野村            | 平野村             | 平野村                     | 平野村                        | 昭和11年4月1日 改称市制 岡谷市 | 岡谷市                       | 岡谷市                        | 岡谷市   |
| 今井村         | 今井村         | 今井村             | 平野村            | 平野村             | 平野村                     | 平野村                        | 昭和11年4月1日 改称市制 岡谷市 | 岡谷市                       | 岡谷市                        | 岡谷市   |
| 若宮新田村     | 若宮新田村     | 若宮新田村         | 平野村            | 平野村             | 平野村                     | 平野村                        | 昭和11年4月1日 改称市制 岡谷市 | 岡谷市                       | 岡谷市                        | 岡谷市   |
| 小梅沢新田村   | 小梅沢新田村   | 小梅沢新田村       | 平野村            | 平野村             | 平野村                     | 平野村                        | 昭和11年4月1日 改称市制 岡谷市 | 岡谷市                       | 岡谷市                        | 岡谷市   |
| 西堀村         | 西堀村         | 西堀村             | 平野村            | 平野村             | 平野村                     | 平野村                        | 昭和11年4月1日 改称市制 岡谷市 | 岡谷市                       | 岡谷市                        | 岡谷市   |
| 小坂村         | 小坂村         | 小坂村             | 湊村              | 湊村               | 湊村                       | 湊村                          | 湊村                           | 昭和30年1月1日 岡谷市に編入  | 岡谷市                        | 岡谷市   |
| 花岡村         | 花岡村         | 花岡村             | 湊村              | 湊村               | 湊村                       | 湊村                          | 湊村                           | 昭和30年1月1日 岡谷市に編入  | 岡谷市                        | 岡谷市   |
| 橋原村         | 橋原村         | 橋原村             | 川岸村            | 川岸村             | 川岸村                     | 川岸村                        | 川岸村                         | 昭和30年2月1日 岡谷市に編入  | 岡谷市                        | 岡谷市   |
| 鮎沢村         | 鮎沢村         | 鮎沢村             | 川岸村            | 川岸村             | 川岸村                     | 川岸村                        | 川岸村                         | 昭和30年2月1日 岡谷市に編入  | 岡谷市                        | 岡谷市   |
| 駒沢村         | 駒沢村         | 駒沢村             | 川岸村            | 川岸村             | 川岸村                     | 川岸村                        | 川岸村                         | 昭和30年2月1日 岡谷市に編入  | 岡谷市                        | 岡谷市   |
| 三沢村         | 三沢村         | 三沢村             | 川岸村            | 川岸村             | 川岸村                     | 川岸村                        | 川岸村                         | 昭和30年2月1日 岡谷市に編入  | 岡谷市                        | 岡谷市   |
| 新倉村         | 新倉村         | 新倉村             | 川岸村            | 川岸村             | 川岸村                     | 川岸村                        | 川岸村                         | 昭和30年2月1日 岡谷市に編入  | 岡谷市                        | 岡谷市   |
| 東山田村       | 東山田村       | 東山田村           | 長地村            | 長地村             | 長地村                     | 長地村                        | 長地村                         | 昭和32年3月25日 岡谷市に編入 | 岡谷市                        | 岡谷市   |
| 東堀村         | 一部を除く     | 東堀村             | 長地村            | 長地村             | 長地村                     | 長地村                        | 長地村                         | 昭和32年3月25日 岡谷市に編入 | 岡谷市                        | 岡谷市   |
| 東堀村         | 一部           | 東堀村             | 長地村            | 長地村             | 長地村                     | 長地村                        | 長地村                         | 昭和32年3月25日 岡谷市に編入 | 昭和33年7月1日 下諏訪町に編入 | 下諏訪町 |
| 西山田村       | 西山田村       | 西山田村           | 長地村            | 長地村             | 長地村                     | 長地村                        | 長地村                         | 昭和32年3月25日 岡谷市に編入 | 昭和33年7月1日 下諏訪町に編入 | 下諏訪町 |
| 下諏訪町       | 下諏訪町       | 下諏訪町           | 下諏訪村          | 下諏訪村           | 下諏訪村                   | 明治26年6月30日 町制 下諏訪町 | 下諏訪町                       | 下諏訪町                     | 下諏訪町                      | 下諏訪町 |
| 友之町         | 友之町         | 友之町             | 下諏訪村          | 下諏訪村           | 下諏訪村                   | 明治26年6月30日 町制 下諏訪町 | 下諏訪町                       | 下諏訪町                     | 下諏訪町                      | 下諏訪町 |
| 下原村         | 下原村         | 下原村             | 下諏訪村          | 下諏訪村           | 下諏訪村                   | 明治26年6月30日 町制 下諏訪町 | 下諏訪町                       | 下諏訪町                     | 下諏訪町                      | 下諏訪町 |
| 久保村         | 久保村         | 久保村             | 下諏訪村          | 下諏訪村           | 下諏訪村                   | 明治26年6月30日 町制 下諏訪町 | 下諏訪町                       | 下諏訪町                     | 下諏訪町                      | 下諏訪町 |
| 武居村         | 武居村         | 武居村             | 下諏訪村          | 下諏訪村           | 下諏訪村                   | 明治26年6月30日 町制 下諏訪町 | 下諏訪町                       | 下諏訪町                     | 下諏訪町                      | 下諏訪町 |
| 富部村         | 富部村         | 富部村             | 下諏訪村          | 下諏訪村           | 下諏訪村                   | 明治26年6月30日 町制 下諏訪町 | 下諏訪町                       | 下諏訪町                     | 下諏訪町                      | 下諏訪町 |
| 高木村         | 高木村         | 高木村             | 下諏訪村          | 下諏訪村           | 下諏訪村                   | 明治26年6月30日 町制 下諏訪町 | 下諏訪町                       | 下諏訪町                     | 下諏訪町                      | 下諏訪町 |
| 大和村         | 大和村         | 大和村             | 上諏訪村          | 上諏訪村           | 上諏訪村                   | 明治24年4月28日 町制 上諏訪町 | 昭和16年8月10日 諏訪市         | 諏訪市                       | 諏訪市                        | 諏訪市   |
| 下桑原村       | 下桑原村       | 下桑原村           | 上諏訪村          | 上諏訪村           | 上諏訪村                   | 明治24年4月28日 町制 上諏訪町 | 昭和16年8月10日 諏訪市         | 諏訪市                       | 諏訪市                        | 諏訪市   |
| 小和田村       | 小和田村       | 小和田村           | 上諏訪村          | 上諏訪村           | 上諏訪村                   | 明治24年4月28日 町制 上諏訪町 | 昭和16年8月10日 諏訪市         | 諏訪市                       | 諏訪市                        | 諏訪市   |
| 有賀村         | 有賀村         | 有賀村             | 豊田村            | 豊田村             | 豊田村                     | 豊田村                        | 昭和16年8月10日 諏訪市         | 諏訪市                       | 諏訪市                        | 諏訪市   |
| 上野新田村     | 上野新田村     | 上野新田村         | 豊田村            | 豊田村             | 豊田村                     | 豊田村                        | 昭和16年8月10日 諏訪市         | 諏訪市                       | 諏訪市                        | 諏訪市   |
| 覗石新田村     | 覗石新田村     | 覗石新田村         | 豊田村            | 豊田村             | 豊田村                     | 豊田村                        | 昭和16年8月10日 諏訪市         | 諏訪市                       | 諏訪市                        | 諏訪市   |
| 文出村         | 文出村         | 文出村             | 豊田村            | 豊田村             | 豊田村                     | 豊田村                        | 昭和16年8月10日 諏訪市         | 諏訪市                       | 諏訪市                        | 諏訪市   |
| 小川村         | 小川村         | 小川村             | 豊田村            | 豊田村             | 豊田村                     | 豊田村                        | 昭和16年8月10日 諏訪市         | 諏訪市                       | 諏訪市                        | 諏訪市   |
| 上桑原村       | 上桑原村       | 上桑原村           | 四賀村            | 四賀村             | 四賀村                     | 四賀村                        | 昭和16年8月10日 諏訪市         | 諏訪市                       | 諏訪市                        | 諏訪市   |
| 赤沼村         | 赤沼村         | 赤沼村             | 四賀村            | 四賀村             | 四賀村                     | 四賀村                        | 昭和16年8月10日 諏訪市         | 諏訪市                       | 諏訪市                        | 諏訪市   |
| 飯島村         | 飯島村         | 飯島村             | 四賀村            | 四賀村             | 四賀村                     | 四賀村                        | 昭和16年8月10日 諏訪市         | 諏訪市                       | 諏訪市                        | 諏訪市   |
| 神戸村         | 神戸村         | 神戸村             | 四賀村            | 四賀村             | 四賀村                     | 四賀村                        | 昭和16年8月10日 諏訪市         | 諏訪市                       | 諏訪市                        | 諏訪市   |
| 北真志野村     | 北真志野村     | 北真志野村         | 湖南村            | 湖南村             | 湖南村                     | 湖南村                        | 湖南村                         | 昭和30年4月1日 諏訪市に編入  | 諏訪市                        | 諏訪市   |
| 南真志野村     | 南真志野村     | 南真志野村         | 湖南村            | 湖南村             | 湖南村                     | 湖南村                        | 湖南村                         | 昭和30年4月1日 諏訪市に編入  | 諏訪市                        | 諏訪市   |
| 大熊村         | 大熊村         | 大熊村             | 湖南村            | 湖南村             | 湖南村                     | 湖南村                        | 湖南村                         | 昭和30年4月1日 諏訪市に編入  | 諏訪市                        | 諏訪市   |
| 田辺村         | 田辺村         | 田辺村             | 湖南村            | 湖南村             | 湖南村                     | 湖南村                        | 湖南村                         | 昭和30年4月1日 諏訪市に編入  | 諏訪市                        | 諏訪市   |
| 後山新田村     | 後山新田村     | 後山新田村         | 湖南村            | 湖南村             | 湖南村                     | 湖南村                        | 湖南村                         | 昭和30年4月1日 諏訪市に編入  | 諏訪市                        | 諏訪市   |
| 板沢新田村     | 板沢新田村     | 板沢新田村         | 湖南村            | 湖南村             | 湖南村                     | 湖南村                        | 湖南村                         | 昭和30年4月1日 諏訪市に編入  | 諏訪市                        | 諏訪市   |
| 椚平新田村     | 椚平新田村     | 椚平新田村         | 湖南村            | 湖南村             | 湖南村                     | 湖南村                        | 湖南村                         | 昭和30年4月1日 諏訪市に編入  | 諏訪市                        | 諏訪市   |
| 神宮寺村       | 神宮寺村       | 明治5年 神宮寺村   | 中洲村            | 中洲村             | 中洲村                     | 中洲村                        | 中洲村                         | 昭和30年4月1日 諏訪市に編入  | 諏訪市                        | 諏訪市   |
| 宮田渡村       |                | 明治5年 神宮寺村   | 中洲村            | 中洲村             | 中洲村                     | 中洲村                        | 中洲村                         | 昭和30年4月1日 諏訪市に編入  | 諏訪市                        | 諏訪市   |
| 上金子村       | 上金子村       | 上金子村           | 中洲村            | 中洲村             | 中洲村                     | 中洲村                        | 中洲村                         | 昭和30年4月1日 諏訪市に編入  | 諏訪市                        | 諏訪市   |
| 中金子村       | 中金子村       | 中金子村           | 中洲村            | 中洲村             | 中洲村                     | 中洲村                        | 中洲村                         | 昭和30年4月1日 諏訪市に編入  | 諏訪市                        | 諏訪市   |
| 下金子村       | 下金子村       | 下金子村           | 中洲村            | 中洲村             | 中洲村                     | 中洲村                        | 中洲村                         | 昭和30年4月1日 諏訪市に編入  | 諏訪市                        | 諏訪市   |
| 福島村         | 福島村         | 福島村             | 中洲村            | 中洲村             | 中洲村                     | 中洲村                        | 中洲村                         | 昭和30年4月1日 諏訪市に編入  | 諏訪市                        | 諏訪市   |
| 木間村         | 木間村         | 木間村             | 富士見村          | 富士見村           | 富士見村                   | 富士見村                      | 富士見村                       | 昭和30年4月1日 富士見町      | 富士見町                      | 富士見町 |
| 休戸村         | 休戸村         | 休戸村             | 富士見村          | 富士見村           | 富士見村                   | 富士見村                      | 富士見村                       | 昭和30年4月1日 富士見町      | 富士見町                      | 富士見町 |
| 花場新田村     | 花場新田村     | 花場新田村         | 富士見村          | 富士見村           | 富士見村                   | 富士見村                      | 富士見村                       | 昭和30年4月1日 富士見町      | 富士見町                      | 富士見町 |
| 横吹新田村     | 横吹新田村     | 横吹新田村         | 富士見村          | 富士見村           | 富士見村                   | 富士見村                      | 富士見村                       | 昭和30年4月1日 富士見町      | 富士見町                      | 富士見町 |
| 芓木新田村     | 芓木新田村     | 芓木村             | 富士見村          | 富士見村           | 富士見村                   | 富士見村                      | 富士見村                       | 昭和30年4月1日 富士見町      | 富士見町                      | 富士見町 |
| 若宮新田村     | 若宮新田村     | 若宮新田村         | 富士見村          | 富士見村           | 富士見村                   | 富士見村                      | 富士見村                       | 昭和30年4月1日 富士見町      | 富士見町                      | 富士見町 |
| 松目新田村     | 松目新田村     | 松目新田村         | 富士見村          | 富士見村           | 富士見村                   | 富士見村                      | 富士見村                       | 昭和30年4月1日 富士見町      | 富士見町                      | 富士見町 |
| 大平新田村     | 大平新田村     | 大平新田村         | 富士見村          | 富士見村           | 富士見村                   | 富士見村                      | 富士見村                       | 昭和30年4月1日 富士見町      | 富士見町                      | 富士見町 |
| 栗生新田村     | 栗生新田村     | 栗生新田村         | 富士見村          | 富士見村           | 富士見村                   | 富士見村                      | 富士見村                       | 昭和30年4月1日 富士見町      | 富士見町                      | 富士見町 |
| 御射山神戸村   | 御射山神戸村   | 御射山神戸村       | 富士見村          | 富士見村           | 富士見村                   | 富士見村                      | 富士見村                       | 昭和30年4月1日 富士見町      | 富士見町                      | 富士見町 |
| 田端村         | 田端村         | 明治3年 田端村     | 境村              | 境村               | 境村                       | 境村                          | 境村                           | 昭和30年4月1日 富士見町      | 富士見町                      | 富士見町 |
| 小東村         |                | 明治3年 田端村     | 境村              | 境村               | 境村                       | 境村                          | 境村                           | 昭和30年4月1日 富士見町      | 富士見町                      | 富士見町 |
| 先達村         | 先達村         | 明治3年 先達村     | 境村              | 境村               | 境村                       | 境村                          | 境村                           | 昭和30年4月1日 富士見町      | 富士見町                      | 富士見町 |
| 森新田村       |                | 明治3年 先達村     | 境村              | 境村               | 境村                       | 境村                          | 境村                           | 昭和30年4月1日 富士見町      | 富士見町                      | 富士見町 |
| 葛窪村         | 葛窪村         | 葛窪村             | 境村              | 境村               | 境村                       | 境村                          | 境村                           | 昭和30年4月1日 富士見町      | 富士見町                      | 富士見町 |
| 池袋村         | 池袋村         | 池袋村             | 境村              | 境村               | 境村                       | 境村                          | 境村                           | 昭和30年4月1日 富士見町      | 富士見町                      | 富士見町 |
| 高森村         | 高森村         | 高森村             | 境村              | 境村               | 境村                       | 境村                          | 境村                           | 昭和30年4月1日 富士見町      | 富士見町                      | 富士見町 |
| 小六新田村     | 小六新田村     | 小六新田村         | 境村              | 境村               | 境村                       | 境村                          | 境村                           | 昭和30年4月1日 富士見町      | 富士見町                      | 富士見町 |
| 乙事村         | 乙事村         | 乙事村             | 本郷村            | 明治16年 乙事村    | 本郷村                     | 本郷村                        | 本郷村                         | 昭和30年4月1日 富士見町      | 富士見町                      | 富士見町 |
| 立沢村         | 立沢村         | 立沢村             | 本郷村            | 明治16年 立沢村    | 本郷村                     | 本郷村                        | 本郷村                         | 昭和30年4月1日 富士見町      | 富士見町                      | 富士見町 |
| 上蔦木村       | 上蔦木村       | 上蔦木村           | 落合村            | 落合村             | 落合村                     | 落合村                        | 落合村                         | 昭和30年4月1日 富士見町      | 富士見町                      | 富士見町 |
| 下蔦木村       | 下蔦木村       | 下蔦木村           | 落合村            | 落合村             | 落合村                     | 落合村                        | 落合村                         | 昭和30年4月1日 富士見町      | 富士見町                      | 富士見町 |
| 神代村         | 神代村         | 神代村             | 落合村            | 落合村             | 落合村                     | 落合村                        | 落合村                         | 昭和30年4月1日 富士見町      | 富士見町                      | 富士見町 |
| 平岡村         | 平岡村         | 平岡村             | 落合村            | 落合村             | 落合村                     | 落合村                        | 落合村                         | 昭和30年4月1日 富士見町      | 富士見町                      | 富士見町 |
| 机村           | 机村           | 机村               | 落合村            | 落合村             | 落合村                     | 落合村                        | 落合村                         | 昭和30年4月1日 富士見町      | 富士見町                      | 富士見町 |
| 瀬沢村         | 瀬沢村         | 瀬沢村             | 落合村            | 落合村             | 落合村                     | 落合村                        | 落合村                         | 昭和30年4月1日 富士見町      | 富士見町                      | 富士見町 |
| 瀬沢新田村     | 瀬沢新田村     | 瀬沢新田村         | 落合村            | 落合村             | 落合村                     | 落合村                        | 落合村                         | 昭和30年4月1日 富士見町      | 富士見町                      | 富士見町 |
| 先能村         | 先能村         | 先能村             | 落合村            | 落合村             | 落合村                     | 落合村                        | 落合村                         | 昭和30年4月1日 富士見町      | 富士見町                      | 富士見町 |
| 木戸口新田村   | 木戸口新田村   | 木戸口新田村       | 落合村            | 落合村             | 落合村                     | 落合村                        | 落合村                         | 昭和30年4月1日 富士見町      | 富士見町                      | 富士見町 |
| 烏帽子新田村   | 烏帽子新田村   | 烏帽子新田村       | 落合村            | 落合村             | 落合村                     | 落合村                        | 落合村                         | 昭和30年4月1日 富士見町      | 富士見町                      | 富士見町 |
| 大久保村       | 大久保村       | 大久保村           | 原村              | 原村               | 原村                       | 原村                          | 原村                           | 原村                         | 原村                          | 原村     |
| 柳沢村         | 柳沢村         | 柳沢村             | 原村              | 原村               | 原村                       | 原村                          | 原村                           | 原村                         | 原村                          | 原村     |
| 八ツ手新田村   | 八ツ手新田村   | 八ツ手新田村       | 原村              | 原村               | 原村                       | 原村                          | 原村                           | 原村                         | 原村                          | 原村     |
| 払沢新田村     | 払沢新田村     | 払沢新田村         | 原村              | 原村               | 原村                       | 原村                          | 原村                           | 原村                         | 原村                          | 原村     |
| 柏木新田村     | 柏木新田村     | 柏木新田村         | 原村              | 原村               | 原村                       | 原村                          | 原村                           | 原村                         | 原村                          | 原村     |
| 菖蒲沢村       | 菖蒲沢村       | 菖蒲沢村           | 原村              | 原村               | 原村                       | 原村                          | 原村                           | 原村                         | 原村                          | 原村     |
| 中新田村       | 中新田村       | 中新田村           | 原村              | 原村               | 原村                       | 原村                          | 原村                           | 原村                         | 原村                          | 原村     |
| 室内新田村     | 室内新田村     | 室内新田村         | 原村              | 原村               | 原村                       | 原村                          | 原村                           | 原村                         | 原村                          | 原村     |
| 上原村         | 上原村         | 上原村             | 永明村            | 永明村             | 永明村                     | 永明村                        | 昭和23年5月3日 町制改称 ちの町 | 昭和30年2月1日 茅野町        | 昭和33年8月1日 市制 茅野市    | 茅野市   |
| 横内村         | 横内村         | 横内村             | 永明村            | 永明村             | 永明村                     | 永明村                        | 昭和23年5月3日 町制改称 ちの町 | 昭和30年2月1日 茅野町        | 昭和33年8月1日 市制 茅野市    | 茅野市   |
| 塚原村         | 塚原村         | 塚原村             | 永明村            | 永明村             | 永明村                     | 永明村                        | 昭和23年5月3日 町制改称 ちの町 | 昭和30年2月1日 茅野町        | 昭和33年8月1日 市制 茅野市    | 茅野市   |
| 矢ヶ崎村       | 矢ヶ崎村       | 矢ヶ崎村           | 永明村            | 永明村             | 永明村                     | 永明村                        | 昭和23年5月3日 町制改称 ちの町 | 昭和30年2月1日 茅野町        | 昭和33年8月1日 市制 茅野市    | 茅野市   |
| 丸山新田村     | 丸山新田村     | 丸山新田村         | 宮川村            | 宮川村             | 宮川村                     | 宮川村                        | 宮川村                         | 昭和30年2月1日 茅野町        | 昭和33年8月1日 市制 茅野市    | 茅野市   |
| 田沢村         | 田沢村         | 田沢村             | 宮川村            | 宮川村             | 宮川村                     | 宮川村                        | 宮川村                         | 昭和30年2月1日 茅野町        | 昭和33年8月1日 市制 茅野市    | 茅野市   |
| 二久保新田村   | 二久保新田村   | 二久保新田村       | 宮川村            | 宮川村             | 宮川村                     | 宮川村                        | 宮川村                         | 昭和30年2月1日 茅野町        | 昭和33年8月1日 市制 茅野市    | 茅野市   |
| 舟久保新田村   | 舟久保新田村   | 舟久保新田村       | 宮川村            | 宮川村             | 宮川村                     | 宮川村                        | 宮川村                         | 昭和30年2月1日 茅野町        | 昭和33年8月1日 市制 茅野市    | 茅野市   |
| 坂室新田村     | 坂室新田村     | 坂室新田村         | 宮川村            | 宮川村             | 宮川村                     | 宮川村                        | 宮川村                         | 昭和30年2月1日 茅野町        | 昭和33年8月1日 市制 茅野市    | 茅野市   |
| 茅野村         | 茅野村         | 茅野村             | 宮川村            | 宮川村             | 宮川村                     | 宮川村                        | 宮川村                         | 昭和30年2月1日 茅野町        | 昭和33年8月1日 市制 茅野市    | 茅野市   |
| 向河原新田村   | 向河原新田村   | 向河原新田村       | 宮川村            | 宮川村             | 宮川村                     | 宮川村                        | 宮川村                         | 昭和30年2月1日 茅野町        | 昭和33年8月1日 市制 茅野市    | 茅野市   |
| 大河原新田村   | 大河原新田村   | 大河原新田村       | 宮川村            | 宮川村             | 宮川村                     | 宮川村                        | 宮川村                         | 昭和30年2月1日 茅野町        | 昭和33年8月1日 市制 茅野市    | 茅野市   |
| 下河原新田村   | 下河原新田村   | 下河原新田村       | 宮川村            | 宮川村             | 宮川村                     | 宮川村                        | 宮川村                         | 昭和30年2月1日 茅野町        | 昭和33年8月1日 市制 茅野市    | 茅野市   |
| 中河原村       | 中河原村       | 中河原村           | 宮川村            | 宮川村             | 宮川村                     | 宮川村                        | 宮川村                         | 昭和30年2月1日 茅野町        | 昭和33年8月1日 市制 茅野市    | 茅野市   |
| 安国寺村       | 安国寺村       | 安国寺村           | 宮川村            | 宮川村             | 宮川村                     | 宮川村                        | 宮川村                         | 昭和30年2月1日 茅野町        | 昭和33年8月1日 市制 茅野市    | 茅野市   |
| 新井村         | 新井村         | 新井村             | 宮川村            | 宮川村             | 宮川村                     | 宮川村                        | 宮川村                         | 昭和30年2月1日 茅野町        | 昭和33年8月1日 市制 茅野市    | 茅野市   |
| 上赤田新田村   | 上赤田新田村   | 上赤田新田村       | 宮川村            | 宮川村             | 宮川村                     | 宮川村                        | 宮川村                         | 昭和30年2月1日 茅野町        | 昭和33年8月1日 市制 茅野市    | 茅野市   |
| 下赤田新田村   | 下赤田新田村   | 下赤田新田村       | 宮川村            | 宮川村             | 宮川村                     | 宮川村                        | 宮川村                         | 昭和30年2月1日 茅野町        | 昭和33年8月1日 市制 茅野市    | 茅野市   |
| 高部村         | 高部村         | 高部村             | 宮川村            | 宮川村             | 宮川村                     | 宮川村                        | 宮川村                         | 昭和30年2月1日 茅野町        | 昭和33年8月1日 市制 茅野市    | 茅野市   |
| 金沢村         | 金沢村         | 金沢村             | 金沢村            | 金沢村             | 金沢村                     | 金沢村                        | 金沢村                         | 昭和30年2月1日 茅野町        | 昭和33年8月1日 市制 茅野市    | 茅野市   |
| 木舟新田村     | 木舟新田村     | 木舟新田村         | 金沢村            | 金沢村             | 金沢村                     | 金沢村                        | 金沢村                         | 昭和30年2月1日 茅野町        | 昭和33年8月1日 市制 茅野市    | 茅野市   |
| 大池新田村     | 大池新田村     | 大池新田村         | 金沢村            | 金沢村             | 金沢村                     | 金沢村                        | 金沢村                         | 昭和30年2月1日 茅野町        | 昭和33年8月1日 市制 茅野市    | 茅野市   |
| 大沢新田村     | 大沢新田村     | 大沢新田村         | 金沢村            | 金沢村             | 金沢村                     | 金沢村                        | 金沢村                         | 昭和30年2月1日 茅野町        | 昭和33年8月1日 市制 茅野市    | 茅野市   |
| 川久保新田村   | 川久保新田村   | 川久保新田村       | 金沢村            | 金沢村             | 金沢村                     | 金沢村                        | 金沢村                         | 昭和30年2月1日 茅野町        | 昭和33年8月1日 市制 茅野市    | 茅野市   |
| 青柳新田村     | 青柳新田村     | 青柳新田村         | 金沢村            | 金沢村             | 金沢村                     | 金沢村                        | 金沢村                         | 昭和30年2月1日 茅野町        | 昭和33年8月1日 市制 茅野市    | 茅野市   |
| 山田新田村     | 山田新田村     | 山田新田村         | 玉川村            | 玉川村             | 玉川村                     | 玉川村                        | 玉川村                         | 昭和30年2月1日 茅野町        | 昭和33年8月1日 市制 茅野市    | 茅野市   |
| 中沢村         | 中沢村         | 中沢村             | 玉川村            | 玉川村             | 玉川村                     | 玉川村                        | 玉川村                         | 昭和30年2月1日 茅野町        | 昭和33年8月1日 市制 茅野市    | 茅野市   |
| 田道新田村     | 田道新田村     | 田道新田村         | 玉川村            | 玉川村             | 玉川村                     | 玉川村                        | 玉川村                         | 昭和30年2月1日 茅野町        | 昭和33年8月1日 市制 茅野市    | 茅野市   |
| 粟沢村         | 粟沢村         | 粟沢村             | 玉川村            | 玉川村             | 玉川村                     | 玉川村                        | 玉川村                         | 昭和30年2月1日 茅野町        | 昭和33年8月1日 市制 茅野市    | 茅野市   |
| 神之原村       | 神之原村       | 神之原村           | 玉川村            | 玉川村             | 玉川村                     | 玉川村                        | 玉川村                         | 昭和30年2月1日 茅野町        | 昭和33年8月1日 市制 茅野市    | 茅野市   |
| 子ノ神新田村   | 子ノ神新田村   | 子ノ神新田村       | 玉川村            | 玉川村             | 玉川村                     | 玉川村                        | 玉川村                         | 昭和30年2月1日 茅野町        | 昭和33年8月1日 市制 茅野市    | 茅野市   |
| 菊沢村         | 菊沢村         | 菊沢村             | 玉川村            | 玉川村             | 玉川村                     | 玉川村                        | 玉川村                         | 昭和30年2月1日 茅野町        | 昭和33年8月1日 市制 茅野市    | 茅野市   |
| 穴山村         | 穴山村         | 穴山村             | 玉川村            | 玉川村             | 玉川村                     | 玉川村                        | 玉川村                         | 昭和30年2月1日 茅野町        | 昭和33年8月1日 市制 茅野市    | 茅野市   |
| 北久保新田村   | 北久保新田村   | 北久保新田村       | 玉川村            | 玉川村             | 玉川村                     | 玉川村                        | 玉川村                         | 昭和30年2月1日 茅野町        | 昭和33年8月1日 市制 茅野市    | 茅野市   |
| 下菅沢新田村   | 下菅沢新田村   | 下菅沢新田村       | 豊平村            | 豊平村             | 豊平村                     | 豊平村                        | 豊平村                         | 昭和30年2月1日 茅野町        | 昭和33年8月1日 市制 茅野市    | 茅野市   |
| 福沢村         | 福沢村         | 福沢村             | 豊平村            | 豊平村             | 豊平村                     | 豊平村                        | 豊平村                         | 昭和30年2月1日 茅野町        | 昭和33年8月1日 市制 茅野市    | 茅野市   |
| 南大塩村       | 南大塩村       | 南大塩村           | 豊平村            | 豊平村             | 豊平村                     | 豊平村                        | 豊平村                         | 昭和30年2月1日 茅野町        | 昭和33年8月1日 市制 茅野市    | 茅野市   |
| 塩之目村       | 塩之目村       | 塩之目村           | 豊平村            | 豊平村             | 豊平村                     | 豊平村                        | 豊平村                         | 昭和30年2月1日 茅野町        | 昭和33年8月1日 市制 茅野市    | 茅野市   |
| 下古田村       | 下古田村       | 下古田村           | 豊平村            | 豊平村             | 豊平村                     | 豊平村                        | 豊平村                         | 昭和30年2月1日 茅野町        | 昭和33年8月1日 市制 茅野市    | 茅野市   |
| 上古田村       | 上古田村       | 上古田村           | 豊平村            | 豊平村             | 豊平村                     | 豊平村                        | 豊平村                         | 昭和30年2月1日 茅野町        | 昭和33年8月1日 市制 茅野市    | 茅野市   |
| 宮原新田村     | 宮原新田村     | 宮原新田村         | 豊平村            | 豊平村             | 豊平村                     | 豊平村                        | 豊平村                         | 昭和30年2月1日 茅野町        | 昭和33年8月1日 市制 茅野市    | 茅野市   |
| 中込新田村     | 中込新田村     | 中込新田村         | 豊平村            | 豊平村             | 豊平村                     | 豊平村                        | 豊平村                         | 昭和30年2月1日 茅野町        | 昭和33年8月1日 市制 茅野市    | 茅野市   |
| 御作田新田村   | 御作田新田村   | 御作田新田村       | 豊平村            | 豊平村             | 豊平村                     | 豊平村                        | 豊平村                         | 昭和30年2月1日 茅野町        | 昭和33年8月1日 市制 茅野市    | 茅野市   |
| 中道村         | 中道村         | 中道村             | 泉野村            | 泉野村             | 泉野村                     | 泉野村                        | 泉野村                         | 昭和30年2月1日 茅野町        | 昭和33年8月1日 市制 茅野市    | 茅野市   |
| 小屋場村       | 小屋場村       | 小屋場村           | 泉野村            | 泉野村             | 泉野村                     | 泉野村                        | 泉野村                         | 昭和30年2月1日 茅野町        | 昭和33年8月1日 市制 茅野市    | 茅野市   |
| 槻木新田村     | 槻木新田村     | 槻木新田村         | 泉野村            | 泉野村             | 泉野村                     | 泉野村                        | 泉野村                         | 昭和30年2月1日 茅野町        | 昭和33年8月1日 市制 茅野市    | 茅野市   |
| 上場沢新田村   | 上場沢新田村   | 上場沢新田村       | 泉野村            | 泉野村             | 泉野村                     | 泉野村                        | 泉野村                         | 昭和30年2月1日 茅野町        | 昭和33年8月1日 市制 茅野市    | 茅野市   |
| 大日影新田村   | 大日影新田村   | 大日影新田村       | 泉野村            | 泉野村             | 泉野村                     | 泉野村                        | 泉野村                         | 昭和30年2月1日 茅野町        | 昭和33年8月1日 市制 茅野市    | 茅野市   |
| 柏原村         | 柏原村         | 柏原村             | 北山村            | 北山村             | 北山村                     | 北山村                        | 北山村                         | 昭和30年2月1日 茅野町        | 昭和33年8月1日 市制 茅野市    | 茅野市   |
| 湯川村         | 湯川村         | 湯川村             | 北山村            | 北山村             | 北山村                     | 北山村                        | 北山村                         | 昭和30年2月1日 茅野町        | 昭和33年8月1日 市制 茅野市    | 茅野市   |
| 芹ヶ沢村       | 芹ヶ沢村       | 芹ヶ沢村           | 北山村            | 北山村             | 北山村                     | 北山村                        | 北山村                         | 昭和30年2月1日 茅野町        | 昭和33年8月1日 市制 茅野市    | 茅野市   |
| 糸萱新田村     | 糸萱新田村     | 糸萱新田村         | 北山村            | 北山村             | 北山村                     | 北山村                        | 北山村                         | 昭和30年2月1日 茅野町        | 昭和33年8月1日 市制 茅野市    | 茅野市   |
| 中村           | 中村           | 中村               | 湖東村            | 湖東村             | 湖東村                     | 湖東村                        | 湖東村                         | 昭和30年2月1日 茅野町        | 昭和33年8月1日 市制 茅野市    | 茅野市   |
| 笹原新田村     | 笹原新田村     | 笹原新田村         | 湖東村            | 湖東村             | 湖東村                     | 湖東村                        | 湖東村                         | 昭和30年2月1日 茅野町        | 昭和33年8月1日 市制 茅野市    | 茅野市   |
| 須栗平新田村   | 須栗平新田村   | 須栗平新田村       | 湖東村            | 湖東村             | 湖東村                     | 湖東村                        | 湖東村                         | 昭和30年2月1日 茅野町        | 昭和33年8月1日 市制 茅野市    | 茅野市   |
| 堀新田村       | 堀新田村       | 堀新田村           | 湖東村            | 湖東村             | 湖東村                     | 湖東村                        | 湖東村                         | 昭和30年2月1日 茅野町        | 昭和33年8月1日 市制 茅野市    | 茅野市   |
| 金山新田村     | 金山新田村     | 金山新田村         | 湖東村            | 湖東村             | 湖東村                     | 湖東村                        | 湖東村                         | 昭和30年2月1日 茅野町        | 昭和33年8月1日 市制 茅野市    | 茅野市   |
| 新居新田村     | 新居新田村     | 新居新田村         | 湖東村            | 湖東村             | 湖東村                     | 湖東村                        | 湖東村                         | 昭和30年2月1日 茅野町        | 昭和33年8月1日 市制 茅野市    | 茅野市   |
| 山口新田村     | 山口新田村     | 山口新田村         | 湖東村            | 湖東村             | 湖東村                     | 湖東村                        | 湖東村                         | 昭和30年2月1日 茅野町        | 昭和33年8月1日 市制 茅野市    | 茅野市   |
| 上菅沢新田村   | 上菅沢新田村   | 上菅沢新田村       | 湖東村            | 湖東村             | 湖東村                     | 湖東村                        | 湖東村                         | 昭和30年2月1日 茅野町        | 昭和33年8月1日 市制 茅野市    | 茅野市   |
| 白井手新田村   | 白井手新田村   | 白井手新田村       | 湖東村            | 湖東村             | 湖東村                     | 湖東村                        | 湖東村                         | 昭和30年2月1日 茅野町        | 昭和33年8月1日 市制 茅野市    | 茅野市   |
| 埴原田村       | 埴原田村       | 埴原田村           | 米沢村            | 米沢村             | 米沢村                     | 米沢村                        | 米沢村                         | 昭和30年2月1日 茅野町        | 昭和33年8月1日 市制 茅野市    | 茅野市   |
| 鋳物師屋新田村 | 鋳物師屋新田村 | 鋳物師屋新田村     | 米沢村            | 米沢村             | 米沢村                     | 米沢村                        | 米沢村                         | 昭和30年2月1日 茅野町        | 昭和33年8月1日 市制 茅野市    | 茅野市   |
| 北大塩村       | 北大塩村       | 北大塩村           | 米沢村            | 米沢村             | 米沢村                     | 米沢村                        | 米沢村                         | 昭和30年2月1日 茅野町        | 昭和33年8月1日 市制 茅野市    | 茅野市   |
| 一本木新田村   | 一本木新田村   | 一本木新田村       | 米沢村            | 米沢村             | 米沢村                     | 米沢村                        | 米沢村                         | 昭和30年2月1日 茅野町        | 昭和33年8月1日 市制 茅野市    | 茅野市   |
| 塩沢村         | 塩沢村         | 塩沢村             | 米沢村            | 米沢村             | 米沢村                     | 米沢村                        | 米沢村                         | 昭和30年2月1日 茅野町        | 昭和33年8月1日 市制 茅野市    | 茅野市   |

## 行政
歴代郡長
| 代       | 氏名       | 就任年月日               | 退任年月日                 | 備考                   |
| -------- | ---------- | ------------------------ | -------------------------- | ---------------------- |
| 1        | 坂本俊秀   | 明治12年（1879年）1月4日 |                            |                        |
| 2        | 鳥居義処   | 明治19年（1886年）8月    |                            |                        |
| 3        | 坂本俊秀   | 明治23年（1890年）10月   |                            | 初代の再任             |
| 4        | 小島義知   | 明治30年（1897年）4月    |                            |                        |
| 5        | 平林斧吉   | 明治33年（1900年）3月    |                            |                        |
| 6        | 山中助蔵   | 明治33年（1900年）12月   |                            |                        |
| 郡長代理 | 藤原光蔵   | 明治37年（1904年）1月    |                            |                        |
| 7        | 広長本光   | 明治38年（1905年）1月    |                            |                        |
| 8        | 長田章     | 明治41年（1908年）12月   | 明治42年（1909年）10月29日 | 在任中に死去           |
| 9        | 犬童長豊   | 明治43年（1910年）1月    |                            |                        |
| 10       | 竹下源六   | 明治45年（1912年）6月    |                            |                        |
| 11       | 平川房吉   | 大正3年（1914年）9月     |                            |                        |
| 12       | 佐藤三男   | 大正10年（1921年）3月    |                            |                        |
| 13       | 阿蘇温蔵   | 大正12年（1923年）2月    |                            |                        |
| 14       | 安藤兎毛喜 | 大正13年（1924年）3月    |                            |                        |
| 15       | 石原快三   | 大正13年（1924年）12月   | 大正15年（1926年）6月30日  | 郡役所廃止により、廃官 |